# ريتشي تاول
ريتشارد باتريك تاول (بالإنجليزية: Richard Patrick Towell)‏، (17 يوليو 1991) هو لاعب كرة قدم أيرلندي، يلعب كلاعب لنادي شامروك روفرز.

## روابط خارجية
- ريتشي تاول على موقع الاتحاد الأوربي (الإنجليزية)
- ريتشي تاول على موقع قاعدة بيانات كرة القدم.إي يو (الإنجليزية)
- ريتشي تاول على موقع Soccerbase.com (لاعب) (الإنجليزية)
- ريتشي تاول على موقع Soccerway.com (الإنجليزية)
- ريتشي تاول على موقع عالم كرة القدم.نت (الإنجليزية)
- ريتشي تاول على موقع AS.com (الإسبانية)